# ITF Women’s Circuit 2018 (April–Juni)
In den folgenden Tabellen werden die Tennisturniere des zweiten Quartals des ITF Women’s Circuit 2018 dargestellt.

## Turnierplan
| Kategorien |
| ---------- |
| $100.000   |
| $80.000    |
| $60.000    |
| $25.000    |
| $15.000    |

### April
| Datum 1 | Turnierort                                              | Siegerin Einzel                | Siegerinnen Doppel                         |
| ------- | ------------------------------------------------------- | ------------------------------ | ------------------------------------------ |
| 2.4.    | Santa Margherita di Pula                                | Tamara Zidanšek                | Walerija Solowjowa Anna Zaja               |
| 2.4.    | Kashiwa                                                 | Luksika Kumkhum                | Kyōka Okamura Ayaka Okuno                  |
| 2.4.    | Jackson                                                 | Anhelina Kalinina              | Sanaz Marand Whitney Osuigwe               |
| 2.4.    | Nanjing                                                 | Gai Ao                         | Chen Jiahui Zheng Wushuang                 |
| 2.4.    | Scharm asch-Schaich                                     | Tara Moore                     | Iryna Schymanowitsch Julia Terziyska       |
| 2.4.    | Hammamet                                                | Montserrat González            | Vanda Lukács Natalia Siedliska             |
| 2.4.    | Antalya                                                 | Warwara Flink                  | Lisa-Marie Mätschke Syna Schreiber         |
| 9.4.    | Istanbul                                                | Sabina Sharipova               | Ayla Aksu Harriet Dart                     |
| 9.4.    | Indian Harbour Beach                                    | Caroline Dolehide              | Irina Maria Bara Sílvia Soler Espinosa     |
| 9.4.    | Santa Margherita di Pula                                | Tamara Zidanšek                | Bibiane Schoofs Chantal Škamlová           |
| 9.4.    | Osaka                                                   | Destanee Aiava                 | Choi Ji-hee Nicha Lertpitaksinchai         |
| 9.4.    | Óbidos                                                  | Ivana Jorović                  | Sarah Beth Grey Olivia Nicholls            |
| 9.4.    | Tunis                                                   | Walentina Iwachnenko           | Maryna Tschernyschowa Seone Mendez         |
| 9.4.    | Pelham                                                  | Iga Świątek                    | Alexa Guarachi Erin Routliffe              |
| 9.4.    | Scharm asch-Schaich                                     | Julia Terziyska                | Eleni Kordolaimi Tara Moore                |
| 9.4.    | Schymkent                                               | Warwara Flink                  | Darja Kruschkowa Walerija Pogrebnjak       |
| 16.4.   | Dothan Hardee’s Pro Classic 2018                        | Taylor Townsend                | Alexa Guarachi Erin Routliffe              |
| 16.4.   | Santa Margherita di Pula                                | Manon Arcangioli               | Naiktha Bains Chiara Scholl                |
| 16.4.   | Óbidos                                                  | Katie Boulter                  | Sarah Beth Grey Olivia Nicholls            |
| 16.4.   | Chiasso ITF Women’s Circuit Chiasso 2018                | Cindy Burger                   | Darija Jurak Jessica Moore                 |
| 16.4.   | Villa Dolores                                           | Francesca Jones                | Bárbara Gatica Rebeca Pereira              |
| 16.4.   | Scharm asch-Schaich                                     | Iryna Schymanowitsch           | Melanie Klaffner Anna Morgina              |
| 16.4.   | Schymkent                                               | Warwara Flink                  | Dariya Detkovskaya Zhibek Kulambayeva      |
| 16.4.   | Hammamet                                                | Margot Yerolymos               | Amina Anschba Marija Marfutina             |
| 16.4.   | Antalya                                                 | Alexandra Panowa               | Haruna Arakawa Federica Bilardo            |
| 23.4.   | Charlottesville Boyd Tinsley Clay Court Classic 2018    | Mariana Duque Mariño           | Sophie Chang Alexandra Mueller             |
| 23.4.   | Quanzhou                                                | Zheng Saisai                   | Han Xinyun Ye Qiuyu                        |
| 23.4.   | Wiesbaden Wiesbaden Tennis Open 2018                    | Kathinka von Deichmann         | Hélène Scholsen Chanel Simmonds            |
| 23.4.   | Santa Margherita di Pula                                | Jaimee Fourlis                 | Naiktha Bains Rosalie van der Hoek         |
| 23.4.   | Óbidos                                                  | Arina Rodionova                | Estrella Cabeza Candela Ángela Fita Boluda |
| 23.4.   | Qarshi                                                  | Olga Doroschina                | Nigina Abduraimova Anastassija Frolowa     |
| 23.4.   | Villa del Dique                                         | Thaisa Grana Pedretti          | Nathaly Kurata Eduarda Piai                |
| 23.4.   | Tučepi                                                  | Lea Bošković                   | Nefisa Berberović Veronika Erjavec         |
| 23.4.   | Kairo                                                   | Irina Fetecău                  | Dominique Karregat Nuria Párrizas Díaz     |
| 23.4.   | Hammamet                                                | Ioana Loredana Roșca           | Oana Gavrilă Marija Marfutina              |
| 23.4.   | Antalya                                                 | Elizabeth Halbauer             | Ilona Kremen Kateřina Vaňková              |
| 30.4.   | Chimki O1 Properties Ladies Cup 2018                    | Wera Lapko                     | Olga Doroschina Anastassija Komardina      |
| 30.4.   | Gifu Kangaroo Cup International Ladies Open Tennis 2018 | Kurumi Nara                    | Rika Fujiwara Yūki Naitō                   |
| 30.4.   | Charleston, SC Charleston 80K at LTP Tennis 2018        | Taylor Townsend                | Alexa Guarachi Erin Routliffe              |
| 30.4.   | Tiflis                                                  | Ekaterine Gorgodse             | Tereza Mihalíková Laura Pigossi            |
| 30.4.   | Balatonboglár                                           | Kaja Juvan                     | Anna Bondár Raluca Georgiana Șerban        |
| 30.4.   | Kairo                                                   | Gergana Topalowa               | Petja Arschinkowa Gergana Topalowa         |
| 30.4.   | Akko                                                    | Lina Glushko                   | Madeleine Kobelt Maya Tahan                |
| 30.4.   | Hua Hin                                                 | Bunyawi Thamchaiwat            | Zeel Desai Bunyawi Thamchaiwat             |
| 30.4.   | Hammamet                                                | Pia Čuk                        | Cristina Adamescu Ioana Loredana Roșca     |
| 30.4.   | Antalya                                                 | Maria Fernanda Herazo Gonzales | Haruna Arakawa Ilona Kremen                |

### Mai
| Datum 1 | Turnierort                                 | Siegerin Einzel                    | Siegerinnen Doppel                             |
| ------- | ------------------------------------------ | ---------------------------------- | ---------------------------------------------- |
| 7.5.    | Cagnes-sur-Mer Open de Cagnes-sur-Mer 2018 | Rebecca Peterson                   | Kaitlyn Christian Sabrina Santamaria           |
| 7.5.    | Lu’an                                      | Zhu Lin                            | Harriet Dart Ankita Raina                      |
| 7.5.    | Fukuoka                                    | Katie Boulter                      | Naomi Broady Asia Muhammad                     |
| 7.5.    | Rom                                        | Martina Di Giuseppe                | Conny Perrin Chanel Simmonds                   |
| 7.5.    | Goyang                                     | Mayo Hibi                          | Han Na-lae Lee So-ra                           |
| 7.5.    | Monzón                                     | Katie Swan                         | Cristina Bucsa Jana Sisikowa                   |
| 7.5.    | Kairo                                      | Sandra Samir                       | Lamis Alhussein Abdel Aziz Maria Patrascu      |
| 7.5.    | Kaposvár                                   | Anna Bondár                        | Anna Bondár Panna Udvardy                      |
| 7.5.    | Sajur                                      | Ilona Georgiana Ghioroaie          | Madeleine Kobelt Iva Primorac                  |
| 7.5.    | Karlskrona                                 | Irina Ramialison                   | Cristina Adamescu Andreea Ghițescu             |
| 7.5.    | Hua Hin                                    | Mananchaya Sawangkaew              | Wang Danni Amy Zhu                             |
| 7.5.    | Tacarigua                                  | María José Portillo Ramírez        | Emily Appleton María José Portillo Ramírez     |
| 7.5.    | Hammamet                                   | Guiomar Maristany Zuleta de Reales | Verena Hofer Andrea Ka                         |
| 7.5.    | Antalya                                    | Elizabeth Halbauer                 | Haruna Arakawa Ilona Kremen                    |
| 14.5.   | Trnava Empire Slovak Open 2018             | Viktória Kužmová                   | Jessica Moore Galina Woskobojewa               |
| 14.5.   | Saint-Gaudens                              | Wera Lapko                         | Naiktha Bains Francesca Di Lorenzo             |
| 14.5.   | Kurume                                     | Ayano Shimizu                      | Naomi Broady Asia Muhammad                     |
| 14.5.   | Wuhan                                      | Lu Jiajing                         | Mai Minokoshi Erika Sema                       |
| 14.5.   | Incheon                                    | Liang En-shuo                      | Han Na-lae Kim Na-ri                           |
| 14.5.   | La Bisbal d’Empordà                        | Kathinka von Deichmann             | Jamie Loeb Ana Sofía Sánchez                   |
| 14.5.   | Tiberias                                   | Emma Raducanu                      | Riya Bhatia Madeleine Kobelt                   |
| 14.5.   | San Severo                                 | Despina Papamichail                | Chen Pei-hsuan Wu Fang-hsien                   |
| 14.5.   | Göteborg                                   | Raveena Kingsley                   | Anna Popescu Marina Yudanov                    |
| 14.5.   | Hammamet                                   | Angelica Moratelli                 | Marie Benoit Angelica Moratelli                |
| 14.5.   | Antalya                                    | Magdaléna Pantůčková               | Haruna Arakawa Magdaléna Pantůčková            |
| 21.5.   | Baotou                                     | Nina Stojanović                    | Alison Bai Aleksandrina Najdenowa              |
| 21.5.   | Caserta                                    | Kimberley Zimmermann               | Chen Pei-hsuan Wu Fang-hsien                   |
| 21.5.   | Karuizawa                                  | Momoko Kobori                      | Momoko Kobori Ayano Shimizu                    |
| 21.5.   | Changwon                                   | Lee Ya-hsuan                       | Kim Na-ri Lee So-ra                            |
| 21.5.   | Les Franqueses del Vallès                  | Paula Badosa Gibert                | Giuliana Olmos Laura Pigossi                   |
| 21.5.   | Osprey, FL                                 | Deniz Khazaniuk                    | wegen schlechtem Wetter abgebrochen            |
| 21.5.   | Oeiras                                     | Ylena In-Albon                     | Anna Klasen Romy Kölzer                        |
| 21.5.   | Hammamet                                   | Angelica Moratelli                 | Petra Januskova Julyette Maria Josephine Steur |
| 21.5.   | Antalya                                    | Greet Minnen                       | Mira Antonitsch Johana Marková                 |
| 28.5.   | Luzhou                                     | Zhang Yuxuan                       | Han Xinyun Lu Jingjing                         |
| 28.5.   | Grado                                      | Çağla Büyükakçay                   | Giorgia Marchetti Alice Matteucci              |
| 28.5.   | Óbidos                                     | Katarzyna Kawa                     | Amina Anschba Sopia Schapatawa                 |
| 28.5.   | Hua Hin                                    | Julia Glushko                      | Victoria Rodríguez Erin Routliffe              |
| 28.5.   | Naples, FL                                 | Nicole Gibbs                       | Anna Danilina Genevieve Lorbergs               |
| 28.5.   | Andijon                                    | Sabina Sharipova                   | Ilona Kremen Iryna Schymanowitsch              |
| 28.5.   | Niš                                        | Gabriela Horáčková                 | Maša Jovanović Jelena Stojanovic               |
| 28.5.   | Hammamet                                   | Pia Čuk                            | Eleni Kordolaimi Alice Ramé                    |
| 28.5.   | Antalya                                    | Federica Bilardo                   | Dia Ewtimowa Angelina Schurawlewa              |

### Juni
| Datum 1 | Turnierort | Siegerin Einzel         | Siegerinnen Doppel                             |
| ------- | --- | ----------------------- | ---------------------------------------------- |
| 4.6.    | Surbiton Surbiton Trophy 2018/Damen                                                                                 | Alison Riske            | Jessica Moore Ellen Perez                      |
| 4.6.    | Brescia | Kaia Kanepi             | Cristina Dinu Hanna Posnichirenko              |
| 4.6.    | Changsha | Han Xinyun              | Feng Shuo Jiang Xinyu                          |
| 4.6.    | Staré Splavy | Monika Kilnarová        | Marija Marfutina Anastasia Zarycká             |
| 4.6.    | Óbidos | Dejana Radanović        | Linnea Malmqvist Angelica Moratelli            |
| 4.6.    | Singapur | Hiroko Kuwata           | Zoe Hives Olivia Tjandramulia                  |
| 4.6.    | Hua Hin | Victoria Rodríguez      | Victoria Rodríguez Erin Routliffe              |
| 4.6.    | Bethany Beach | Grace Min               | Robin Anderson Maegan Manasse                  |
| 4.6.    | Namangan | Sabina Sharipova        | Anastassija Gassanowa Ekaterina Yashina        |
| 4.6.    | Minsk | Julija Hatouka          | İpek Öz Melis Sezer                            |
| 4.6.    | Banja Luka | Michaela Bayerlová      | Anja Gal Sheila Glavas                         |
| 4.6.    | Tel Aviv | Elena-Teodora Cadar     | Elena-Teodora Cadar Vlada Ekshibarova          |
| 4.6.    | Sangju | Wu Ho-ching             | Cho I-hsuan Wang Danni                         |
| 4.6.    | Madrid | Giorgia Marchetti       | Estelle Cascino Giorgia Marchetti              |
| 4.6.    | Hammamet | Eleni Kordolaimi        | Eleni Kordolaimi Alice Ramé                    |
| 4.6.    | Antalya | Darija Lopatezka        | Julija Kulikowa Anna Ureke                     |
| 11.6.   | Manchester Fuzion 100 Manchester Trophy 2018                                                                        | Ons Jabeur              | Luksika Kumkhum Prarthana Thombare             |
| 11.6.   | Hódmezővásárhely | Mariana Duque Mariño    | Réka Luca Jani Nadia Podoroska                 |
| 11.6.   | Essen Bredeney Ladies Open 2018                                                                                     | Mandy Minella           | Katharina Gerlach Julia Wachaczyk              |
| 11.6.   | Padua | Fiona Ferro             | İpek Soylu Anastasia Zarycká                   |
| 11.6.   | Kōfu | Misaki Doi              | Misaki Doi Misa Eguchi                         |
| 11.6.   | Óbidos | Dejana Radanović        | Giulia Gatto-Monticone Giorgia Marchetti       |
| 11.6.   | Singapur | Julia Glushko           | Haruka Kaji Akiko Omae                         |
| 11.6.   | Barcelona | Estrella Cabeza Candela | Jessica Ho Wang Xiyu                           |
| 11.6.   | Sumter, SC | Taylor Townsend         | Astra Sharma Luisa Stefani                     |
| 11.6.   | Minsk | Kazjaryna Paulenka      | İpek Öz Melis Sezer                            |
| 11.6.   | Přerov | Gabriela Pantůčková     | Jana Jablonovská Lenka Juriková                |
| 11.6.   | Gyeongsan | Hanna Chang             | Kim Mi-ok Yu Min-hwa                           |
| 11.6.   | Maribor | Irina Ramialison        | Michaela Bayerlová Adrijana Lekaj              |
| 11.6.   | Hammamet | Fernanda Brito          | Fernanda Brito Sofía Luini                     |
| 18.6.   | Ilkley Fuzion 100 Ilkley Trophy 2018/Damen                                                                          | Tereza Smitková         | Asia Muhammad Maria Sanchez                    |
| 18.6.   | Montpellier | Fiona Ferro             | Elixane Lechemia Alice Ramé                    |
| 18.6.   | Hongkong | Karman Kaur Thandi      | Lee Pei-chi Jessy Rompies                      |
| 18.6.   | Daegu | Han Na-lae              | Chang Kai-chen Hsu Ching-wen                   |
| 18.6.   | Madrid | Amandine Hesse          | Montserrat González Wang Xiyu                  |
| 18.6.   | Ystad | Kaja Juvan              | Emily Arbuthnott Emilie Francati               |
| 18.6.   | Klosters ITF Women’s Open Klosters 2018                                                                             | Miriam Kolodziejová     | Oqgul Omonmurodova Ekaterine Gorgodze          |
| 18.6.   | Baton Rouge, LA | Astra Sharma            | Hayley Carter Ena Shibahara                    |
| 18.6.   | Fargʻona | Nigina Abduraimova      | Anastassija Frolowa Jekaterina Jaschina        |
| 18.6.   | Victoria, BC | Gail Brodsky            | Brynn Boren Gail Brodsky                       |
| 18.6.   | Kaltenkirchen ITF Future Nord 2018                                                                                  | Jule Niemeier           | Anna Gabric Katharina Gerlach                  |
| 18.6.   | Kirjat Schmona | Maya Tahan              | Paulina Jastrzębska Tiffany William            |
| 18.6.   | Sassuolo | Angelica Moratelli      | Mariana Dražić Maria Masini                    |
| 18.6.   | Amarante | Alba Carrillo Marín     | Alba Carrillo Marín Inês Murta                 |
| 18.6.   | Hammamet | Fernanda Brito          | Paula Barañano Fernanda Brito                  |
| 25.06.  | Southsea Fuzion 100 Southsea Trophy 2018                                                                            | Kirsten Flipkens        | Kirsten Flipkens Johanna Larsson               |
| 25.06.  | Périgueux | Nadia Podoroska         | Eleni Kordolaimi Elixane Lechemia              |
| 25.06.  | Stuttgart-Vaihingen Internationale Württembergische Damen-Tennis-Meisterschaften um den Stuttgarter Stadtpokal 2018 | Mandy Minella           | Irina Fetecău Aymet Uzcátegui                  |
| 25.06.  | Toruń | Barbora Krejčíková      | Maja Chwalińska Katarzyna Kawa                 |
| 25.06.  | Båstad | Allie Kiick             | Chen Pei-hsuan Wu Fang-hsien                   |
| 25.06.  | Jablonec nad Nisou                                                                                                  | Wiktorija Kan           | Michaela Bayerlová Eva Marie Voracek           |
| 25.06.  | Tarvisio | Lisa Sabino             | Camilla Abbate Laetitia Pulchartová            |
| 25.06.  | Alkmaar | Marina Yudanov          | Annick Melgers Marina Yudanov                  |
| 25.06.  | Guimaraes | Maria João Koehler      | Karola Patricia Bejenaru Jacqueline Cabaj Awad |
| 25.06.  | Curtea de Argeș | Miriam Bianca Bulgaru   | Elizabeth Mandlik Andreea Mitu                 |
| 25.06.  | Verbier | Fiona Ganz              | Gabriela Horáčková Nina Stadler                |
| 25.06.  | Hammamet | Fernanda Brito          | Irene Burillo Escorihuela Andrea Lázaro García |